# Elezioni legislative in Francia del 1924
Le elezioni legislative in Francia del 1924 per eleggere i 581 membri della Camera dei Deputati si sono tenute dall'11 al 25 maggio. Il sistema elettorale utilizzato fu un sistema ibrido proporzionale e maggioritario plurinominale nei dipartimenti.

## Risultati
|                                                           |                                                       |            |      |       |
| Partito                                                   | Partito                                               | Voti       | Voti | Seggi |
| Partito                                                   | Partito                                               | Numero     | %    | Seggi |
|                                                           | Federazione Repubblicana (FR)                         | 3 190 831  | 35,3 | 139   |
|                                                           | Sezione Francese dell'Internazionale Operaia (SFIO)   | 1 814 000  | 20,1 | 120   |
|                                                           | Partito Radical-Socialista (PRRRS)                    | 1 612 581  | 17,9 | 118   |
|                                                           | Partito Repubblicano Democratico e Sociale (PRDS)     | 1 058 293  | 11,7 | 113   |
|                                                           | Partito Repubblicano-Socialista (PRS)                 | 885 993    | 9,8  | 65    |
|                                                           | Sezione Francese dell'Internazionale Comunista (SFIC) | 465 139    | 5,2  | 26    |
| Totale voti                                               | Totale voti                                           | 9 026 837  | 100  | 581   |
| Elettori iscritti                                         | Elettori iscritti                                     | 11 187 745 | –    | –     |
| Astenuti                                                  | Astenuti                                              | 2 160 908  | 19,3 | –     |
| Fonte: France Politique (voti), France Politique (gruppi) |                                                       |            |      |       |